# Albert Fish
Hamilton Howard "Albert" Fish (19 mei 1870 – 16 januari 1936) was een Amerikaanse seriemoordenaar. Hij stond ook bekend als de Gray Man (Grijze Man), de Werewolf of Wysteria (Weerwolf van Wysteria), de Brooklyn Vampire (Brooklynvampier), de Moon Maniac (Maanmaniak) en The Boogey Man (Boeman). Fish was een kinderverkrachter en kannibaal en hij heeft ooit opgeschept dat hij "een kind in elke staat had" en dat hij ongeveer 100 kinderen heeft gehad. Het is echter niet bekend of hij hiermee op de verkrachtingen of het kannibalisme doelde en het is ook niet bekend of dit de waarheid was. Hij werd tevens verdacht van zeker vijf moorden gedurende zijn leven. Fish bekende drie moorden en bekende ook twee andere mensen te hebben neergestoken. Hij moest voor de rechter verschijnen in verband met het ontvoeren en vermoorden van Grace Budd. Hij werd schuldig bevonden en geëxecuteerd door middel van de elektrische stoel.

## Levensloop

### Jeugd
Fish werd geboren in Washington D.C. op 19 mei 1870 als Hamilton Fish en was kind van Randall (1795 – 16 oktober 1875) en Ellen (1838–c. 1903) Fish. Zijn vader was Amerikaans, van Engelse oorsprong, zijn moeder was Schots-Iers. Zijn vader was 43 jaar ouder dan zijn moeder en was 75 toen Albert geboren werd. Hij was hun jongste kind en had twee broers en een zus: Walter, Annie en Edwin. Hij wilde "Albert" genoemd worden, naar een eerder overleden broertje, en omdat hij zijn bijnaam "Ham & Eggs" (letterlijk ham & eieren), die hij had gekregen in een weeshuis, wilde kwijtraken.
Fish' familie had een geschiedenis van psychische aandoeningen. Zijn oom leed aan manie. Een van zijn broers was opgenomen in een psychiatrisch ziekenhuis. Ook bij zijn zus was een "psychische aandoening" vastgesteld. Bij nog drie andere familieleden waren psychische aandoeningen vastgesteld en zijn moeder had "auditieve en/of visuele hallucinaties".
Tegen 1880 had zijn moeder een baan gekregen bij de overheid en kon ze zich veroorloven Fish uit het weeshuis te halen. In 1882, toen hij twaalf was, begon hij op te trekken met een telegraafbezorger. Deze leerde Fish kennis maken met praktijken zoals urolagnie (het drinken van urine) en coprofagie (het eten van uitwerpselen). Fish begon in die tijd ook regelmatig naar badhuizen te gaan om te kijken naar jongens die zich aan het omkleden waren. Gedurende zijn hele leven schreef hij obscene brieven naar vrouwen wier naam hij had gevonden in rubrieksadvertenties en huwelijksbureaus.

### 1890–1918: Jongvolwassenheid en crimineel verleden
Rond 1890 arriveerde Fish in New York, waar hij een prostitué werd en jonge jongens begon te verkrachten. In 1898 werd hij door zijn moeder uitgehuwelijkt aan een vrouw die negen jaar jonger was dan hij. Ze kregen samen zes kinderen: Albert, Anna, Gertrude, Eugene, John en Henry Fish.
In 1898 werkte hij als huisschilder. Hij bleef kinderen, met name jongens jonger dan zes jaar, lastigvallen. Na een bezoek aan een wassenbeeldenmuseum waar hij een doorgesneden penis had gezien, raakte hij geobsedeerd door seksuele verminking. In 1903 werd hij opgepakt voor diefstal en hij werd veroordeeld tot een gevangenisstraf in Sing Sing.

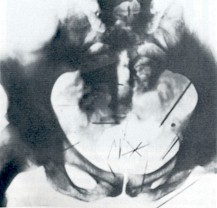
Röntgenfoto van Fish' bekken en perineum, die werd gebruikt als bewijs in de rechtszaak dat Fish meer dan twintig naalden in zijn huid had geprikt (automutilatie).

Rond 1910, toen hij werkte in Wilmington, Delaware, leerde Fish de negentienjarige Thomas Kedden kennen. Hij nam Kedden mee naar zijn verblijf en begon daar een sadomasochistische relatie met hem; het is onduidelijk of Fish Kedden hiertoe dwong, maar in zijn verklaring liet Fish doorschemeren dat Kedden een mentale beperking had. Na tien dagen nam Fish Kedden mee naar een "oude boerderij" waar hij hem begon te martelen. Dit duurde twee weken. Fish bond Kedden uiteindelijk vast en sneed de helft van zijn penis af. "Ik zal zijn schreeuw nooit vergeten, noch de blik die hij me gaf", zei Fish later in een verklaring. Hoewel hij eerst had bedacht Kedden te vermoorden, was hij bang dat hij door het warme weer zou opvallen. In plaats daarvan goot hij peroxide over de wond en bond hij het vast in een zakdoek, liet hij 10 dollar achter, kuste hij Kedden vaarwel en ging hij ervandoor. "Ik nam de eerste trein naar huis. Ik ben er nooit achter gekomen wat er met hem is gebeurd en heb dat ook niet geprobeerd", aldus Fish.
In januari 1917 verliet Fish' vrouw hem voor een ander. Fish moest zijn kinderen daarna alleen opvoeden. Fish zei later dat zijn ex-vrouw alles wat hij bezat mee had genomen. Hij begon auditieve hallucinaties te krijgen. Op een gegeven moment rolde hij zichzelf op in een tapijt, omdat hij daar zogezegd de opdracht voor had gekregen van de apostel Johannes.
Rond die tijd begon Fish te automutileren. Hij stak naalden in zijn kruis en onderbuik. Na zijn arrestatie bleek uit röntgenonderzoek dat Fish minstens 29 naalden in zijn bekkenstreek had. Hij sloeg zichzelf ook herhaaldelijk met een van spijkers voorziene peddel en bracht wol doordrenkt met aanstekerbenzine in zijn anus in en stak dat in brand. Hoewel men ervan uitgaat dat hij zijn kinderen nooit fysiek heeft aangevallen, moedigde hij hen en hun vrienden wel aan op zijn billen te slaan met de eerder genoemde peddel. Hij ontwikkelde al snel een obsessie met kannibalisme, wat bijvoorbeeld tot uiting kwam in het eten van een diner louter bestaande uit rauw vlees; soms diende hij dit ook op aan zijn kinderen.

### 1919–1930: Escalatie
Ergens in 1919 stak hij een mentaal gehandicapte jongen neer in Georgetown, Washington D.C.. Fish koos vaak mentaal gehandicapte of Afro-Amerikaanse slachtoffers, naar eigen zeggen omdat hij dacht zij niet gemist zouden worden als hij ze zou vermoorden. Fish mishandelde, verminkte en vermoordde jonge kinderen met zijn "werktuigen uit de Hel": een vleesmes, een slagersmes en een kleine handzaag.
Op 11 juli 1924 trof Fish de achtjarige Beatrice Kiel aan toen ze op de boerderij van haar ouders in Staten Island aan het buitenspelen was. Hij bood haar geld aan als ze hem zou helpen zoeken naar rabarber. Ze wilde bijna met hem meegaan, maar haar moeder joeg Fish weg. Fish ging weg maar kwam later terug om daar te proberen te slapen. Hij werd gevonden door de vader en deze dwong hem weg te gaan. In 1924 dacht de inmiddels 54-jarige Fish, die leed aan een psychose, dat God hem opdroeg kinderen te martelen en seksueel te verminken.
Kort voor hij Grace Budd ontvoerde, probeerde Fish zijn "werktuigen uit de Hel" uit op Cyril Quinn, een jongen die hij seksueel misbruikte. Quinn en zijn vriendje waren aan het buitenspelen toen Fish langskwam en vroeg of ze al hadden geluncht. Hij nodigde ze daarna uit bij hem thuis voor boterhammen. Toen de jongens aan het worstelen waren op het bed van Fish verschoof het matras; daaronder lagen een mes, een kleine handzaag en een vleesmes. Ze schrokken zo van het aanzicht dat ze het appartement uit vluchtten.

### Bigamie
Fish hertrouwde op 6 februari 1930, in Waterloo, NY, met Estella Wilcox maar ze scheidden slechts één week later. Fish werd in mei 1930 gearresteerd omdat hij "een obscene brief had gestuurd naar een vrouw die had gereageerd op een advertentie voor een schoonmaakster." Na deze en een volgende arrestatie in 1931, werd Fish naar het psychiatrische ziekenhuis Bellevue gestuurd ter observatie.

### Moord op Grace Budd
Op 25 mei 1928 zag Fish een advertentie in de zondagskrant van de New York World waarin stond: "Jongeman, 18, zoekt baan op het land. Edward Budd, 406 West 15th Street." Op 28 mei 1928 ging Fish, toen inmiddels 58 jaar oud, op bezoek bij de familie Budd in Manhattan. Hij zei dat hij Edward zou aannemen, maar gaf later toe dat hij van plan was hem vast te binden, te verminken en achter zou laten om uit te bloeden. Hij stelde zichzelf voor als Frank Howard, een boer uit Farmingdale, New York. Fish beloofde Budd en zijn vriend Willie aan te nemen en ze een paar dagen later op te laten halen. Hij kwam niet opdagen, maar stuurde een bericht waarin hij zijn excuses aanbood aan de familie Budd en zei dat hij later zou komen. Toen hij terugkwam, leerde Fish Grace Budd kennen. Op dat moment besloot hij een ander slachtoffer te kiezen en achter Grace aan te gaan. Hij verzon een smoes dat hij naar het verjaardagsfeestje van een nichtje moest. Hij wist Grace' ouders te overtuigen haar mee te laten gaan naar het feestje die avond. Grace vertrok met Fish later die dag en werd nooit meer teruggezien.
De politie arresteerde de 66-jarige opzichter Charles Edward Pope op 5 september 1930 als verdachte in de zaak, nadat hij was aangewezen door zijn ex-vrouw. Hij bracht 108 dagen door in hechtenis voor zijn rechtszitting op 22 december 1930. Hij werd niet schuldig gevonden.

#### Brief
In november 1934 ontvingen de ouders van het vermiste meisje een anonieme brief die de politie uiteindelijk leidde naar Fish. Mevrouw Budd kon niet lezen en vroeg haar zoon de brief voor te lezen. De vertaling van de brief is als volgt:
Mijn geliefde mevr. Budd
In 1894 werkte een vriend van mij als matroos op de Tacoma, Kapitein John Davis. Ze voeren van San Francisco naar Hong Kong China. Toen ze daar aankwamen gingen hij en twee anderen aan land en gingen ze drinken. Toen ze terugkwamen was de boot weg. In die tijd was er een hongersnood in China. Elke soort vlees was tussen de $1–$3 Dollars per pond, dus de zeer armen leden zo erg dat alle kinderen onder de 12 werden verkocht aan de Slagers om ze in stukken te snijden en te verwerken tot eten zodat de anderen niet zouden uithongeren. Een jongen of meisje onder de 14 was niet veilig op straat. Je kon in elke winkel binnen gaan en vragen voor steak – karbonades – of stoofvlees. Ze brachten een deel van het naakte lichaam van een jongen of meisje naar je toe en alleen dat stuk dat je wou werd eraf gesneden. Het achterwerk van een jongen of meisje dat het zoetste stuk van het lichaam is en verkocht werd als kalfsschnitzel bracht de hoogste prijs met zich mee. John bleef daar zo lang dat hij een smaak kreeg voor menselijk vlees. Toen hij terugkwam in N.Y. stal hij twee jongens één 7 één 11. Nam ze mee naar zijn huis kleedde ze uit bond ze vast in een kast en verbrandde toen alles wat ze aan hadden. Meerdere keren elke dag en elke nacht sloeg hij ze – martelde hij ze – om hun vlees goed en mals te maken. Hij vermoordde eerst de 11-jarige jongen, omdat hij de dikste reet had en natuurlijk het meeste vlees eraan zat. Elk deel van zijn lichaam werd gekookt en opgegeten behalve Hoofd – botten en darmen. Hij werd geroosterd in de oven, (zijn hele reet) gekookt, gekookt, gebakken, gestoofd. Het kleine jongetje volgde, ging op dezelfde manier. In die tijd woonde ik op 409 E 100 St, achter – rechts. Hij vertelde me zo vaak hoe lekker Menselijk vlees was dat ik het wilde proberen. Op zondag 3 juni – 1928 belde ik u op op 406 W 15 St. Nam kwark – aardbeien mee voor u. We lunchten. Grace zat op mijn schoot en kuste me. Ik besloot haar op te eten, met het smoesje dat ik haar mee nam naar een feestje. U zei Ja ze mocht gaan. Ik nam haar naar een leeg huis in Westchester dat ik al had uitgekozen. Toen we daar aankwamen, zei ik dat ze buiten moest blijven. Ze plukte wilde bloemen. Ik ging naar boven en deed al mijn kleren uit. Ik weet dat als ik dat niet zou doen dat ik dan haar bloed erop zou krijgen. Toen het helemaal klaar was ging ik naar het raam en riep haar. Toen verstopte ik me in een kast tot ze binnenkwam in de kamer. Toen ze me helemaal bloot zag begon ze te huilen en probeerde ze naar beneden te rennen. Ik pakte haar vast en ze zei dat ze het tegen haar mama zou zeggen. Eerst kleedde ik haar uit, hoe erg ze ook schopte, beet en krabde. Ik verstikte haar tot ze dood was en sneed haar toen in kleine stukjes zodat ik mijn vlees naar mijn kamer kon meenemen, het kon koken en opeten. Hoe zoet en mals, haar kleine kont was geroosterd in de oven. Het duurde 9 dagen voor ik haar hele lichaam op had. Ik heb haar niet geneukt, maar had dat wel gekund als ik had gewild. Ze was een maagd toen ze stierf.
De politie onderzocht de brief. Het verhaal over "Kapitein Davis" en de "hongersnood" in Hong Kong konden niet worden nagetrokken. Het gedeelte over de moord op Grace Budd bleek echter wel te kloppen wat betreft de beschrijving van de ontvoering en de daaropvolgende gebeurtenissen, hoewel het niet mogelijk was om met zekerheid vast te stellen dat Fish daadwerkelijk delen van Grace' lichaam had opgegeten.

#### Arrestatie
De brief werd bezorgd in een envelop met een hexagonaal embleem met de letters "N.Y.P.C.B.A.", die stonden voor "New York Private Chauffeur's Benevolent Association". Een conciërge bij het bedrijf vertelde de politie dat hij wat van het briefpapier had meegenomen, maar dat hij het had achtergelaten in zijn tijdelijke huis op 200 East 52nd Street toen hij verhuisde. De huisbaas bevestigde dat Fish een paar dagen eerder in hetzelfde huis had verbleven. William F. King was de hoofdonderzoeker in de zaak. Hij wachtte in het huis tot Fish terug zou keren. Fish stemde in mee te gaan naar het bureau om verhoord te worden. Fish ontkende de moord op Grace Budd niet en zei dat hij naar het huis was gegaan met de bedoeling Edward Budd, Grace' broer, te vermoorden. Fish zei dat het "zelfs nooit in hem op was gekomen" om het meisje te verkrachten, maar zei later tegen zijn advocaat dat hij twee onvrijwillige ejaculaties had terwijl hij op Grace' borst gehurkt zat om haar te wurgen. Deze informatie werd later in de rechtszaak gebruikt om te beweren dat Fish het meisje had ontvoerd met de bedoeling seks te hebben, om zo het kannibalisme te omzeilen.

## Andere misdaden, ontdekt na Fish' arrestatie

### Francis McDonnell
In de nacht van 14 juli 1924 werd de achtjarige Francis McDonnell uit Staten Island als vermist opgegeven door zijn ouders. Tijdens een zoektocht werd zijn lichaam aangetroffen, hangend aan een boom, in de buurt van zijn huis. Hij was verkracht en daarna gewurgd met zijn bretels. Volgens de autopsie had McDonnell ook grote scheuren in zijn benen en onderbuik en was bijna al het vlees van zijn linker hamstring gescheurd. Fish ontkende daar iets mee te maken te hebben, maar zei later dat hij het jongetje had willen castreren, maar dat hij was weggerend toen hij iemand hoorde aankomen.
McDonnells vrienden zeiden dat hij was meegenomen door een oude man met een grijze snor. Een buurman gaf dezelfde omschrijving. Francis' moeder zei dat ze eerder die dag zo'n man had zien lopen.
Aan deze zaak hield Fish de bijnaam de "Grey Man" (letterlijk grijze man) over, omdat hij grijs haar en een grijze snor had. De zaak bleef onopgelost tot na de moord op Grace Budd.

### Billy Gaffney
Op 11 februari 1927 waren de driejarige Billy Beaton en zijn twaalfjarige broer aan het spelen in het appartement van de vierjarige Billy Gaffney. De twaalfjarige jongen verliet het appartement en de twee andere verdwenen. Beaton werd later op het dak van het appartement gevonden. Toen hem werd gevraagd wat er met Gaffney was gebeurd, zei Beaton "de boeman heeft hem meegenomen." Gaffney's lichaam werd nooit teruggevonden. Seriemoordenaar Peter Kudzinowski werd eerst verdacht, maar iemand herkende Fish van een foto in de krant en zei dat hij hem in de buurt van het appartement had gezien met een jongetje op 11 februari 1927. Het jongetje had geen jas en huilde om zijn moeder. De beschrijving die Beaton gaf van de "boeman" kwam overeen met Fish. Later werd vastgesteld dat Fish als schilder aan het werk was niet ver van het appartement waar Gaffney woonde op de dag van de ontvoering. Fish schreef hierover het volgende in een brief aan zijn advocaat:
Ik bracht hem naar de vuilnisbakken op Riker Ave. Daar is een huis dat alleen staat, niet ver van waar ik hem meenam ... Ik nam de G jongen daar mee. Kleedde hem uit en bond zijn handen en voeten vast en snoerde hem de mond met een stuk vies vod dat ik uit de vuilnisbak pakte. Toen verbrandde ik zijn kleren. Gooide zijn schoenen in de vuilnisbak. Toen liep ik terug en nam ik de tram naar 59 St. om 2 's ochtends en liep naar huis van daar. Volgende dag ongeveer 2 's middags, nam ik gereedschap mee, een goede zware zweep. Thuis gemaakt. Kort handvat. Knipte een van mijn riemen in twee, sneed dit helft in zes repen ongeveer 8 in. [20 cm] lang. Ik zweepte zijn blote achterwerk tot het bloed uit zijn benen kwam lopen. Ik sneed zijn oren – neus eraf – sneed zijn mond van oor tot oor. Stak zijn ogen uit. Hij was dood toen. Ik stak het mes in zijn buik en hield mijn mond bij zijn lichaam en dronk zijn bloed. Ik pakte vier oude aardappelzakken en verzamelde een paar stenen. Toen sneed ik hem in stukken. Ik had een tas bij me. Ik deed zijn neus, oren en een paar sneden van zijn buik in de tas. Toen sneed ik hem door het midden van zijn lichaam. Net onder zijn navel. Daarna door zijn benen ongeveer 2 in. [5 cm] onder zijn achterste. Ik deed dit in de tas met veel papier. Ik sneed het hoofd – voeten – armen – handen en benen onder de knie eraf. Dit deed ik in zakken verzwaard met stenen, bond de eindes vast en gooide het in de plassen met slijmerig water die je langs de hele weg naar North Beach tegenkomt. Water is 3 tot 4 ft. [90-120 cm] diep. Ze zonken meteen. Ik kwam thuis met mijn vlees. Ik had de voorkant van zijn lichaam vond ik het lekkerst. Zijn "monkey and pee wees" en een lekker beetje dikke achterwerk om te roosteren in de oven en te eten. Ik maakte een stoofpot van zijn oren – neus – stukken van zijn gezicht en buik. Ik deed uien, wortels, knolrapen, selderij, zout en peper erop. Het was lekker. Toen spleet ik de billen open, sneed zijn "monkey and pee wees" eraf en waste ze eerst. Ik deed repen spek op elke bil en deed in de oven. Toen pakte ik 4 uien en toen vlees had geroosterd ongeveer 1/4 uur, deed ik ongeveer een halve liter water erover voor jus en deed de uien erin. Ik sloeg zijn achterste heel vaak met een houten lepel. Om het vlees lekker en sappig te maken. In ongeveer 2 uur, was het goed en bruin, doorgekookt. Ik heb nog nooit kalkoen gegeten die zo lekker smaakte als zijn zoete vette kleine achterste. Ik at elk stukje van het vlees in ongeveer 4 dagen. Zijn kleine "monkey" was zo zoet als een noot, maar zijn "pee-wees" kon ik niet kauwen. Heb ze in het toilet gegooid.
Elizabeth Gaffney, de moeder van Billy, bracht een bezoek aan Fish in Sing Sing. Fish wilde niet met haar spreken. Na twee uur gaf ze op. Ze was niet overtuigd dat Fish haar zoon had vermoord.

## Rechtszaak en executie
De rechtszaak tegen Fish voor de moord op Grace Budd begon op 11 maart 1935 in White Plains, NY. De zaak duurde 10 dagen. Fish wilde ontoerekeningsvatbaar worden verklaard en beweerde stemmen te hebben gehoord die hem opdroegen de kinderen te vermoorden. Verschillende psychiaters getuigden voor Fish' seksuele fetisjes, waaronder sadisme, masochisme, cunnilingus, anilingus, fellatio, geseling, exhibitionisme, voyeurisme, piquerisme, kannibalisme, coprofagie, urolagnie, pedofilie en infibulatie. Zijn advocaat verklaarde dat Fish een "psychiatrisch fenomeen" was en dat er nog nooit iemand was geweest die zoveel seksuele afwijkingen had.
Tijdens de rechtszaak, werd door de verdediging een getuige opgeroepen die Fish' obsessie met religie, en in het bijzonder het verhaal van Abraham and Isaac (Genesis 22:1–24), uitlegde. Fish geloofde dat hij, net als in het verhaal, een jongen moest "offeren" als boetedoening voor zijn eigen daden en dat engelen dit zouden tegenhouden als God het niet zou goedkeuren. Hoewel hij wist dat Grace een meisje was, bestaat het vermoeden dat Fish haar als een jongen zag. Fish' kannibalisme werd ook uitgelegd, als een vorm van communie.
Getuigen van het OM verklaarden dat Fish afwijkend maar gezond was. Zij zeiden ook dat coprofilie, urolagnie en pedofilie geen tekenen van een "psychische aandoening" zijn en dat dat soort perversies vaker voorkomen en dat Fish "niet anders was dan miljoenen anderen". Een andere getuige was Mary Nicholas, de zeventienjarige stiefdochter van Fish. Ze beschreef hoe Fish haar en haar broers verschillende masochistische spelletjes had geleerd, waar ook een soort ondertoon van kinderverkrachting in verwerkt zat.
Alle juryleden waren het erover eens dat Fish ontoerekeningsvatbaar was, maar ze vonden dat hij toch geëxecuteerd moest worden. Hij werd daarom toerekeningsvatbaar en schuldig gevonden en de rechter legde de doodstraf op. Fish kwam in maart 1935 in de gevangenis en werd op 16 januari 1936 geëxecuteerd in de elektrische stoel in Sing Sing. Hij ging de kamer binnen om 23:06 en werd drie minuten later doodverklaard. Zijn laatste woorden waren naar verluidt, "Ik weet niet eens waarom ik hier ben."

## Slachtoffers

### Bekend
- Francis X. McDonnell, 8 jaar, 15 juli 1924
- Billy Gaffney, 4 jaar, 11 februari 1927[21]
- Grace Budd, 10 jaar, 3 juni 1928[5]

### Vermoed
- Emma Richardson, 5 jaar, 3 oktober 1926
- Yetta Abramowitz, 12 jaar, 1927.[35]
- Emil Aalling, 4 jaar, 13 juli 1930
- Robin Jane Liu, 6 jaar, 2 mei 1931
- Mary Ellen O'Connor, 16 jaar, 15 februari 1932.[21]
- Benjamin Collings, 17 jaar, 15 december 1932.[21]